# Commelina madagascarica
Espèce
Statut de conservation UICN

LC : Préoccupation mineure
Commelina madagascarica est une espèce de plantes herbacées monocotylédones de la famille des hélianthèmes et qui est utilisée en herboristerie et lors de rituels religieux.

## Dénomination
Son nom vernaculaire malgache est nifin'akangar.

## Description
Ses fleurs sont d'un bleu intense, ses feuilles étroites et ses tiges touffues,. Ses racines sont fibreuses, charnues et fusiformes. Ses racines et ses rhizomes la rendent très résistante aux incendies.

## Répartition et habitat
Commelina madagascarica est originaire de Madagascar. C'est l'une des plantes les plus communes trouvées dans les prairies pseudo-steppiques créées par les brûlis, dans le massif de l'Isalo. En général, elle est commune dans les prairies sèches et les zones rocheuses aux altitudes comprises entre 1 500 et 2 000 m.

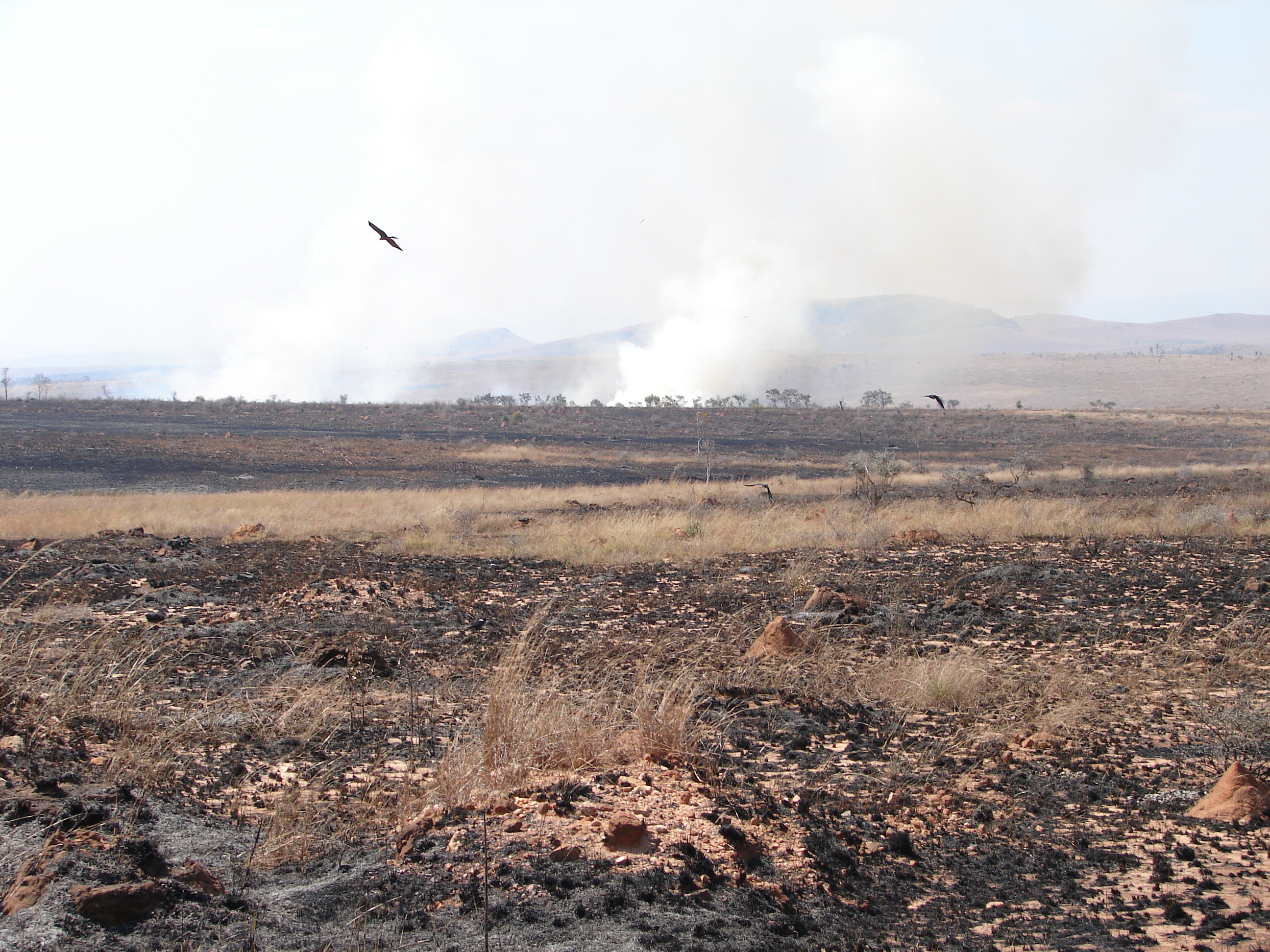
Les brûlis sont utilisés pour créer des pâturages dans le parc national d'Isalo.

## Commelina madagascaricaet l'Homme

### En médecine traditionnelle
Cette plante est utilisé comme abortif et comme galactogène, mais également pour soigner la conjonctivite et de l'acné,.

### Dans la culture malgache
Elle est également utilisée à des fins rituelles lors du joro (une cérémonie où les ancêtres sont invoqués pour assurer une récolte abondante et au cours de laquelle un zébu est sacrifié), autour du lac Alaotra. L'organisation malgache de défense du droit à l'avortement Nifin'akanga tire son nom de la plante, car cette plante est couramment utilisée dans les avortements illicites,.

## Systématique
Le nom correct complet (avec auteur) de ce taxon est Commelina madagascarica C.B.Clarke.
La description de cette espèce a été faite par Charles Baron Clarke qui a traité des Commelinaceae dans une publication sous la direction d'Alphonse et Casimir de Candolle.

### Étymologie
Son épithète spécifique, madagascarica, fait référence à sa localité type.

### Publication originale
- (la) Alphonse Candolle et Casimir Candolle, Monographiæ phanerogamarum : Prodromi nunc continuatio, nunc revisio, t. 3, Paris, Masson & Cie, 1881, 1009 p. (lire en ligne), p. 174.